# Płaska (gmina)
Płaska est une gmina rurale du powiat de Augustów, Podlachie, dans le nord-est de la Pologne, à la frontière avec la Biélorussie. Son siège est le village de Płaska, qui se situe environ 20 km à l'est d'Augustów et 88 km au nord de la capitale régionale Białystok.
La gmina couvre une superficie de 373,19 km2 pour une population de 2 555 habitants.

## Géographie
La gmina inclut les villages de Dalny Las, Gorczyca, Gruszki, Hanus, Jałowy Róg, Jazy, Kielmin, Kopanica, Księży Mostek, Kudrynki, Lipiny, Lubinowo, Macharce, Mały Borek, Mikaszówka, Mołowiste, Muły, Osienniki, Ostryńskie, Perkuć, Płaska, Podmacharce, Przewięź, Rubcowo, Rudawka, Rygol, Serski Las, Serwy, Strzelcowizna, Sucha Rzeczka, Tartak et Trzy Kopce.
La gmina borde la ville d'Augustów et les gminy de Augustów, Giby, Lipsk, Nowinka et Sztabin. Elle est également frontalière de la Biélorussie.